# Chorąży wielki koronny

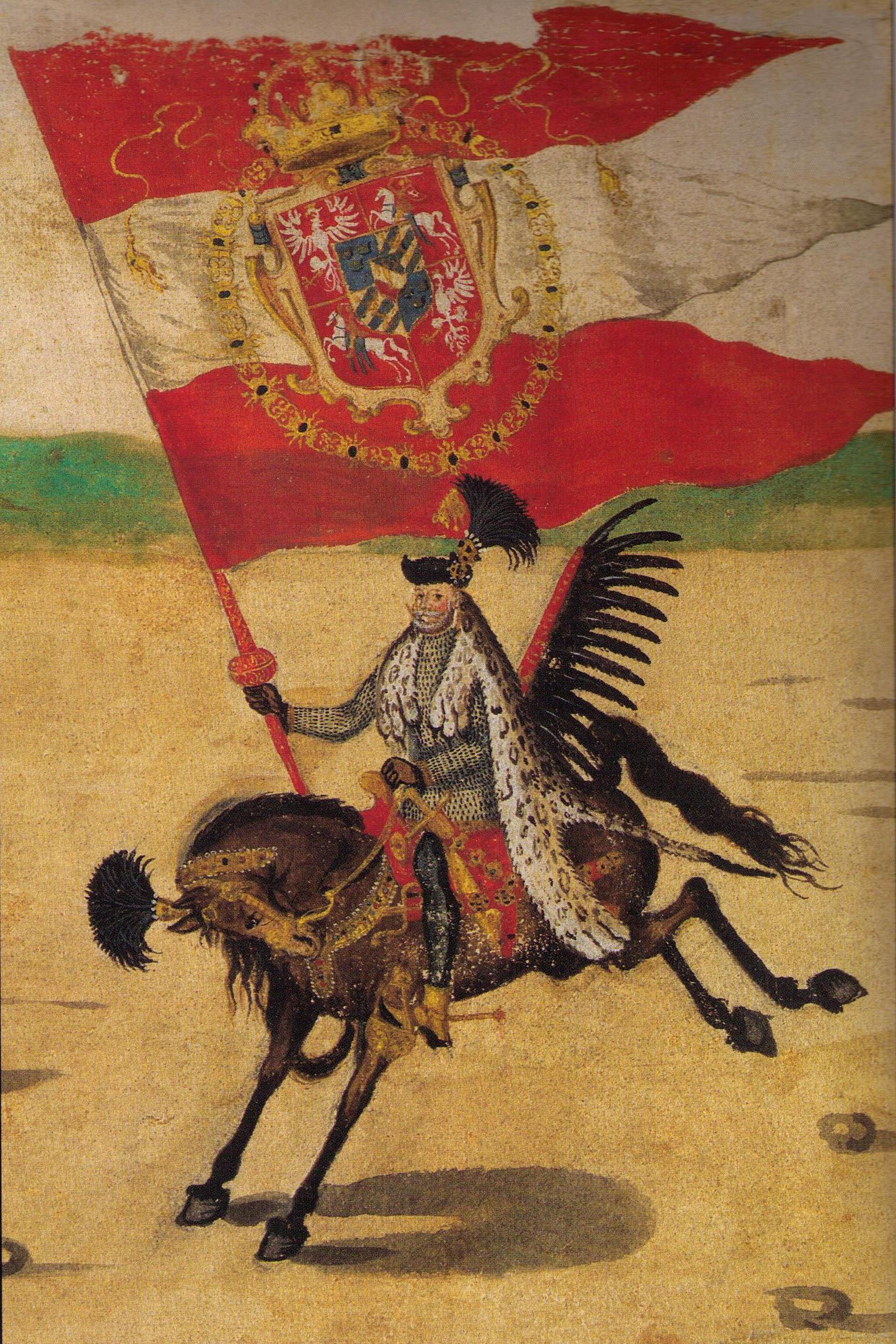
Sebastian Sobieski chorąży wielki koronny w 1605

Chorąży wielki koronny (łac. vexillifer regni) – urząd dworski Korony Królestwa Polskiego i I Rzeczypospolitej.

## Powstanie i ewolucja urzędu chorążego
Urząd chorążego powstał najprawdopodobniej już za pierwszych Piastów. Pierwotnie była to funkcja nadworna, związana bezpośrednio z obsługą panującego. Chorąży zaliczał się do urzędników reprezentujących majestat monarchy. W latach 1387–1389 u boku Władysława Jagiełły pojawił się noszący tytuł chorążego Jakusz z Niedźwiedzia. Jan Długosz, opisując bitwę pod Grunwaldem, podaje, że przy królu wystąpił z tytułem signifer Mikołaj Morawiec z Konaszówki Ostatecznie pod koniec panowania Kazimierza Jagiellończyka wykształcił się urząd chorążego nadwornego, którego nazwa wielokrotnie ewoluowała, od vexilifer curiae poprzez vexilifer curiae nostrae, vexilifer curiae regiae aż po tytuł vexilifer Regni, który w XVI wieku przekształcił się w chorążego wielkiego koronnego. Kiedy jednak w 1646 roku starosta makowski i różański, Wojciech Wessel, został powołany na „nowy” urząd chorążego nadwornego, doszło do trwałego ukształtowania się w systemie administracyjnym Rzeczypospolitej dwóch oddzielnych urzędów: chorążych wielkich i chorążych nadwornych.

## Obowiązki chorążego koronnego
Chorąży wielki koronny nosił chorągiew wielką królestwa przy królu, w czasie najważniejszych ceremonii dworskich takich jak koronacje, pogrzeby, hołdy pruskie i kurlandzkie. Stał zazwyczaj po prawej stronie monarchy. W 1633 doszło na tym tle do sporu z miecznikiem wielkim koronnym, który też chciał zająć to miejsce.

## Chronologiczny spis chorążych (wielkich) koronnych
1. Ambroży Pampowski
2. Mikołaj Gardzina Lubrański
3. Zawisza Róża z Borszowic
4. Piotr Szydłowiecki
5. Mikołaj Szydłowiecki
6. Stanisław Chroberski
7. Marcin Wolski
8. Augustyn Kotwicz
9. Rafał Jakubowski
10. Stanisław Sęcygniowski
11. Mikołaj Ligęza
12. Jan Wieruski
13. Zygmunt Zebrzydowski
14. Erazm Dembieński
15. Mikołaj Brzeski
16. Bernard Maciejowski
17. Marek Sobieski
18. Sebastian Sobieski
19. Stefan Snopkowski
20. Prokop Sieniawski
21. Jan Kochanowski
22. Krzysztof Koniecpolski
23. Aleksander Koniecpolski
24. Jan III Sobieski
25. Andrzej Potocki
26. Mikołaj Hieronim Sieniawski
27. Hieronim Augustyn Lubomirski
28. Rafał Leszczyński
29. Aleksander Polanowski
30. Jan Stanisław Jabłonowski
31. Aleksander Jan Jabłonowski
32. Jan Klemens (Kazimierz) Branicki
33. Jerzy Ignacy Lubomirski
34. Karol Wielopolski
35. Franciszek Ferdynand Lubomirski
36. Stanisław Szczęsny Potocki
37. Józef Jan Tadeusz Wandalin Mniszech
38. Stanisław Jerzy Wandalin Mniszech
39. Jan Kazimierz Stecki